# Rajon Pinsk

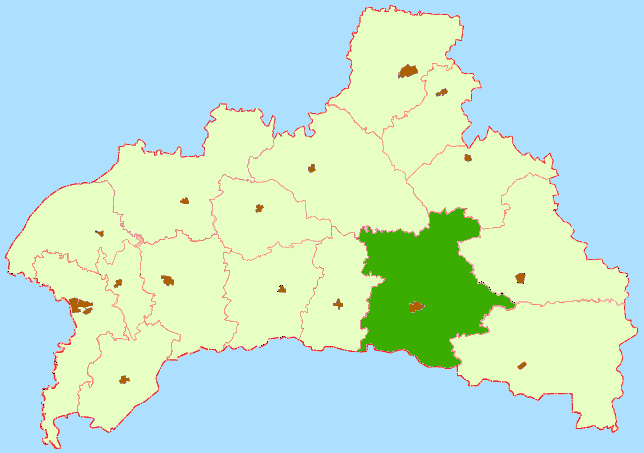
Rajon Pinsk, Karte

Der Rajon Pinsk (belarussisch Пінскі раён, russisch Пинский район) ist eine Verwaltungseinheit im mittleren Süden der Breszkaja Woblasz in Belarus mit 55.462 Einwohnern. Der Rajon hat eine Fläche von 3200 km², umfasst 243 Ortschaften und ist in 1 Passawet und 24 Selsawets gegliedert.

## Geographie
Der Rajon Pinsk liegt im Süden der Breszkaja Woblasz. Die Nachbarrajone in der Breszkaja Woblasz sind im Norden Iwazewitschy und Hanzawitschy, im Osten Luninez, im Südosten Stolin und im Westen Iwanawa.